# ستيفي غراي
ستيفي غراي (بالإنجليزية: Stevie Gray)‏ (7 فبراير 1967 بغلاسكو في المملكة المتحدة - 19 سبتمبر 2009 في المملكة المتحدة) هو لاعب كرة قدم بريطاني في مركز جناح ‏. شارك مع منتخب اسكتلندا تحت 21 سنة لكرة القدم. أما مع النوادي، فقد لعب مع نادي أبردين ونادي أردريونيانز.

## وصلات خارجية
- ستيفي غراي على موقع قاعدة بيانات كرة القدم.إي يو (الإنجليزية)